# 親バカ青春白書
『親バカ青春白書』（おやバカせいしゅんはくしょ）は、2020年8月2日から9月13日まで、日本テレビ系列の「日曜ドラマ」枠で放送されたテレビドラマ。
主演は、プライム帯の連続ドラマ初主演となるムロツヨシが務める。
キャッチコピーは「あの頃、いつだってみんながいた。…あと、お父さんもいた。」。
略称は「オヤハル」。

## 概要
新型コロナウイルスの影響により、前クールのドラマ『美食探偵 明智五郎』の放送が一時休止になったため、本作についても放送開始時期が変更になることを、2020年5月28日に日本テレビの広報部が明らかにした。その後、緊急事態宣言の解除を受け、撮影開始する。6月12日には、放送開始が8月からになることが同局から発表された。同月28日に8月2日スタートが決定。
同じ福田作品であり、同枠（後に映画化）で放送されていた『今日から俺は!!』のレギュラーキャスト11名（同時期に公開された映画の番宣含む）がゲスト出演することが発表された。
放送終了後Huluにて、『今日から俺は!!』同様、未公開シーン復活版を配信。
全話通じて福田雄一が撮影及び演出する予定だったが、コロナ禍の影響で全話の撮影と編集作業が立て込むことが予想され、全話の撮影が困難となった。プロデューサーと相談の結果、第6話のみ主演のムロツヨシが演出を担当することが公表された。

## あらすじ
小説家の小比賀太郎は、妻の幸子を10年前に亡くしてから愛する娘のさくらと2人で暮らしている。さくらの受験した立青学院大学の合格発表に行くと、さくらは合格、なんと太郎も合格していた。小中高ずっと女子校で過ごしたさくらが共学の大学に通うことで悪い男がつかないか心配していた太郎は、さくらに内緒で大学を受験していたのだ。そこでさくら・太郎は、山本寛子、根来恭介、衛藤美咲ら個性豊かな面々と友達となり、同時にさくらは畠山雅治に一目惚れする。
スカイツリーに行ったり、幽霊の出る雅治の家に集まったり、6人は段々と友情を深めていく。また、さくらはミスコン出場や初めてのバイトなどを通して成長していき、寛子の協力で雅治と付き合うことになる。太郎は時に悩める彼らを救っていく。
大学2年生のある日、元カレから追われた美咲が小比賀家を訪れ、居候することになる。冬休みになると、彼氏に暴力を振るわれた寛子、レポートが間に合わない恭介まで押しかけ、さくらが雅治を呼んだことで小比賀家はシェアハウス状態となる。そして迎えた成人パーティーの日、以前から太郎に恋心を抱いていた美咲が太郎にキスをしたことで、さくらは唖然とする。
機嫌が悪くなったさくらに破局を予感する雅治、仲の悪いままのさくらと美咲。シェアハウス内は険悪なムードになるが、香川よりさくらの祖母・多恵がやってくる。多恵のおかげで雅治はさくらと仲直りし、恭介は美咲に告白するが振られてしまう。美咲は太郎に告白するも、幸子をずっと愛していると言われ失恋する。太郎の幸子への想いを偶然耳にしたさくらは安心し、美咲と仲直りする。そして大学2年生最後の日、小比賀家ではパーティーが開かれ、楽しいひとときを過ごすのであった。

## キャスト

### 主要人物
※括弧内の年齢は第1話時点のもの。なお劇中の時間は、第4話の時点で、第1話から約1年が経過しており、第6話の時点で、さくら・畠山・寛子・根来・美咲の5名は全員20歳である。
小比賀太郎（おびか たろう）〈40〉
演 - ムロツヨシ
本作の主人公。さくらの父。 東京大学出身。売れない小説家。周囲には苗字と名前の切れ目がわかりにくいようで、よくガタローと間違えられ、それがあだ名となっている。
「モヒカン親父とカニ缶息子」というデビュー作がヒットし映画化もされたが、それ以降ヒットを出していない、いわゆる一発屋である。
高校まで女子校であったさくらが共学の大学に行くことが心配で、さくらと同じ立青大学文学部に入学した。受験番号は41045。
よく「老け顔の新入生」と間違われる。根来曰く「訳ありの大学生」。
さくらと同じ大学に通ったり、GPSで監視したり、大学生なのにもかかわらず門限が7時だったりなど過保護で親バカである。しかし、この過保護がさくらなどのピンチを救うことがある。
落語研究会の危機を救うべく、落語を披露した時の名前は「ホクロ亭賀太郎」。
第2話で、畠山がガタローのファンであると知った時にはわかりやすく喜んだ。しかし、畠山が自身の弟子になろうとした時には、自身の大学生活の後悔を彼に味わってほしくないという思いから弟子をとるつもりはないことを伝えた。
その後、畠山が弟子になりたいという意思をさくらからガタローに伝えようとした時に、さくらの言葉足らずもあり、畠山がさくらの彼氏になろうとしてると勘違いし、畠山と「男の契約」を交わした。
その約束は、現在では"完全に死んでいる"という畑で、誰の力も借りずに野菜を育てるというもので、その結果、炎天下で農作業をしたことによる熱中症で畠山が倒れ、病室に見舞いに訪れた際に、畠山に普通であることは凄いこと、同時に畠山の根性、顔が普通ではないことを悟させた。
その際、なぜ畠山が倒れたかを尋ねられたときに自身の勘違いに気がつき、畠山と男の契約を交わしたことをさくらたちに伝えたときに、さくらに「クソオヤジ」と言われたショックでその場に崩れ落ちた。
第3話では、さくらのミスコン出場に猛反対。ミスコン中止を訴えるデモまで起こしたが、落語研究会会長でミスコンの審査委員長でもある深井に言い負かされた。そしていざ本番となると、掌を返してさくらを応援し、さくらがグランプリを逃すと、舞台上に乱入して猛抗議する様であった。
第4話では、さくらから「美咲と一緒にカフェでバイトをしたい」と相談され、初めは「バイトで帰りが遅くなると、（さくらが）誰かに襲われるかもしれない」等の理由で反対していたが、その最中に担当編集の尾崎からの電話で「連載の打ち切り」を告げられ、仕方無く「さくらと同じ店でバイトをする」という条件付きで承諾する。
連載を打ち切られて小説家としての仕事がなくなった事を周囲の人たちに言えずにいたが、第5話での根来の一件や美咲から新作が読みたいと言われたことで一念発起し、第6話で自分がさくらと同じ大学に学生として通っていることや、さくらを心配し過ぎて小説家としての活動が片手間になってしまっていた事を尾崎に打ち明けた。
小比賀さくら（おびか さくら）〈18〉
演 - 永野芽郁（幼少期：宮地美然）
ガタローと幸子の娘。立青大学文学部の1年生。東京都出身。受験番号は40082。
父・ガタローとは仲が良く、過保護ともいえる父の干渉は普通のことであると思っていたが、自分が親と一緒に入学していることを周りが理解しなかったことなどで、自分の家族は普通ではないと気づき始める。
美咲曰く天然。第2話では畠山にお弁当を褒められたときに無意識に炭酸飲料のペットボトルを振り、それを見た寛子に「まさかそれ開けないよね」と言われたのにもかかわらず、その直後に開けてしまうほど天然である。寛子がさくらの落語で想像した時のさくらの名前は「天然亭さくら」。
亡き母・幸子に教わった梅干しを自身の作る弁当に入れており、第3話で美咲に無理矢理ミスコンにエントリーさせられた際には、第二次審査での特技を紹介する場面でその梅干しを紹介したところ、審査員から好評を受け、最終審査に進出。
最終審査のコスプレ審査では、『鬼滅の刃』のヒロイン・竈門禰󠄀豆子のコスプレで登場し、竹を咥えたまま話すという天然ぶりで会場の爆笑を誘ったが、グランプリ受賞はならなかった。
第4話では、美咲がアルバイトをしているカフェが人手不足であるという話を聞き、人生初のアルバイトをすることになる。幼少期から亡き母に代わって料理をしていたため、キッチン担当としてその才能を遺憾無く発揮する。特にエビグラタンは、畠山が「おいしすぎて止まらない」、寛子が「この店のウリにするべき」と大絶賛するほどであった。
初対面の頃から畠山のことが気になっていながら、一年以上友人としての付き合いに留まっていたが、第5話で寛子から誘導される形で畠山に告白し、ついに交際することとなった。
第6話では、母・幸子が成人式直前に自身を妊娠していたため着られなかった振袖を着ることを楽しみにしていたが、当日に熱を出してしまい式に出られなくなった。その日の夜には体調は回復し、様々な事情で小比賀家に居候するようになった畠山・寛子・根来・美咲にガタローを交えて、成人パーティーを行った。
一方で、美咲が居候するようになってから、彼女がガタローとやけに仲が良いことに不快感を抱いている。
畠山雅治（はたけやま まさはる）〈18〉
演 - 中川大志
立青大学文学部の1年生。秋田県出身。愛称は「ハタケ」。
大学では落語研究会に入っている。
さくらと寛子が座ろうとしていた食堂の空席に割り込んできた先輩に対して注意したり、廃部寸前の落語研究会を守ろうとするなど情に厚く、男らしい部分がある。
第1話では、さくらと寛子がインカレパーティーに行ったことをガタローに報告。そこで乱暴されそうになっていたさくらと寛子をガタローと協力し助ける。
第2話で、夜中にテレビが点いたり電気が消えたり女の人の泣き声が聞こえるという、ガタロー曰く事故物件に住んでいることを告白し、そのことをガタローらの前で話したところ、「まぐろやネゴロTV」の撮影や肝試しのために、ガタローたちに家を訪ねられることになる。
このときに、実はガタローのファンであることをカミングアウトした。ちなみに、ガタローの小説を全巻（全て初版）及び、｢モヒカン親父とカニ缶息子｣のポスターを所持している。
なお、以前さくらに「ガタローのことが好き」という誤解を招くようなことを言ってしまったため、男性としてガタローのことが好きだと勘違いされていたが、この時に誤解が解けた。
ガタローに直接思いを伝えられた畠山は、普通すぎる自分が嫌で、普通ではないガタローの弟子になろうと土下座までする。しかしガタローに断られたため、さくらにもガタローの弟子にしてくれるように説得してくれないかと伝えたが、ガタローの勘違いでさくらの彼氏になろうとしていると思われ「男の約束(ガタローの思考は畠山が交際するための条件、畠山の思考はガタローの弟子になるための条件というお互いに勘違いしたままの条件)」を交わすことになる。
その条件は昔、農学部が使っていたという、現在では"完全に死んでいる"畑で誰の力も借りずに野菜を育てるという過酷な条件で、結果、炎天下での農作業が原因の熱中症で倒れることになる。
そこで勘違いに気付いたガタローに謝罪されてもなお弟子になろうとしたが、退院後に考えを改め、ガタローの弟子になるのは恐れ多いことだったと謝罪。ガタローからは「わかればいい」と返された。
第3話ではミスコンの運営スタッフを務めていた。
第4話では、後輩の女子学生に告白され付き合っていたが、話してみたらつまらない人だとフラれてしまった。
さくらとは、一年以上友人の一人として付き合っていたが、その鈍感さゆえに彼女が自分に想いを寄せていることに気付かずにいた。しかし第5話で、さくらから「好き」と伝えられ、驚きつつも「喜んで」と答え、恋人として交際することとなった。
しかし、さくらとのデートに付いて来たり、良い雰囲気になると必ず現れるガタローには、さすがに嫌気が差している。
山本寛子（やまもと ひろこ）〈18〉
演 - 今田美桜
立青大学文学部の1年生。広島県出身。さくらが大学で最初に知り合った友達で親友。
入学式の日、父・五郎が寛子と入学の記念写真を撮りたがっていたが、それを拒み逃げてきたところでガタロー親子と知り合う。
第1話では、さくらとテニスサークルの見学に行った時にインカレパティーに誘われ、さくらと参加するものの、薬の入ったドリンクを飲まされ男たちに乱暴されそうになったが、ガタローと畠山に助けられる。
第2話では天文同好会の先輩と付き合い、グランピングに行くことになった。しかし、その彼氏とはすぐに別れた。
第3話では、ダンスサークルに入った。ダンスの様子を恭介に盗撮され、そのときに恭介に告白されるが、一瞬でふった。
根来恭介（ねごろ きょうすけ）〈18〉
演 - 戸塚純貴
立青大学文学部の1年生。和歌山県出身。実家は漁師。
チャンネル登録者数が約20人のまぐろやネゴロTVというYouTubeチャンネルで活動している。内容は様々で、第2話ではガタローと「ファッション世界一周ショー」を行ったり、幽霊が出る畠山の家に撮影に行くなど好奇心旺盛である。
第3話ではYouTubeの撮影という名目でダンスサークルに入った寛子を盗撮し、事情を説明したあとに寛子に告白したが一瞬でフラれた。
このことから、ガタローに「フラれることを動画にしたら」という助言を受け、フラれる動画をアップし続けた。挙句、ミスコン本番の舞台上にスタッフのふりをして潜入し、さくらに公開告白。まさかのOKの返事をもらったが、ガタローがすぐさま問い質すと、実はフラれてばかりの動画では可哀想というさくらの優しさによるものであり、本気ではなかった。その後、改めて断られるまでの動画は、100万再生を超える。
これをきっかけに、「フラれ動画」の投稿によってかなりの収入を得られるようになり、傲慢な性格に変貌してしまう。特に美咲に対しては、彼女が掛け持ちしているアルバイトの収入全てを合わせても自分の足元にも及ばないという軽率な発言をしてしまい、彼女に嫌われてしまう。
第5話では、動画を投稿し続けなければならないプレッシャーなどから新しいネタが浮かばずスランプに陥って、自暴自棄になる。大学にも顔を出さなくなったことで、心配したガタロー（とデート中であったにもかかわらず半ば強引に連れてこられたさくらと畠山）が訪ねた時、部屋の中は「泥棒に入られたようだ」とガタローに言われるほど荒れていた。
だが、デビュー作が売れて以来ヒット作を生み出せず「天国も地獄も味わった」というガタローに諭されて落ち着きを取り戻し、ガタローたちに手伝ってもらいながら部屋を片付けた。
しかしその際、現金300万円が入った袋がなくなっていることが発覚。たまたま回ったままになっていたカメラの映像から、根来が雇っていたスタッフ2人が盗んでいたことが明らかになり、またしてもガタローたちの手助けで取り戻すことに成功する。
その後、お詫びの印として、実家から届いた魚を自ら捌き、ガタローたちに料理を振る舞う。そこで、漁師の家に育った自分では当たり前だと思っていた魚を捌けることが、他人から見れば立派な特技であるということを指摘されて気付き、魚を捌く動画を投稿するようになる。
第6話では、大学をサボっていたときのツケが回り、留年を回避するために大量のレポートを抱え、小比賀家に助けを求めて居候するようになった。
その中で、かつて侮辱的な言葉を浴びせたにもかかわらずレポートを手伝ってくれるなど、美咲の人間性に惹かれ、想いを伝える。
衛藤美咲（えとう みさき）〈18〉
演 - 小野花梨
立青大学文学部の1年生。福岡県出身。お金を出すことをよく拒む。節約家。ガタロー曰く、突っ掛かってくるやつ。
カフェなどのバイトを3つ掛け持ちしている。また、いつも履歴書を持ち歩いており、第1話では、さくらたちがスカイツリーの展望台を満喫している最中に、スカイツリーのバイトの求人広告を見つけて即座に面接を受けに行くという猛者である。
根来曰く、ミーハーでお化けより怖い。また、第2話で畠山の家に美咲が訪れたときから怪奇現象が止まったことから、根来に「お化けも美咲にはビビる」と言われた。
第3話では賞金30万欲しさにミスコンに応募し、さくらと寛子も無理矢理エントリーさせた。ちなみに自身は、第2次審査でフリップ芸を行い、落選した。
第4話では、自分と同じバイト先で働いていた女性店員が立て続けに二人も退職するという非常事態が起き、さくらとガタローが一緒にバイトをすることになる。やがて二人の店員が退職した原因が、高校時代の彼氏である藤本の横暴かつ悪質なクレームだと知り、美咲も「客」としてカフェに来た藤本の我儘な言動に耐えていたが、彼がガタローにも危害を加えようとしたことで痺れを切らし、飛び蹴りで撃退する。その後、人が変わったように子供じみた態度で復縁を求める藤本から逃げる為、半ば強引に小比賀家に居候する。
小比賀家では、暇つぶしに読み始めたガタローの作品をすべて読破し、ある作品のラストの展開にダメ出しをしたり、ガタローの作品について畠山と延々と語り合えるほどになった。
尾崎（おざき）
演 - 谷口翔太
想英社の社員。ガタローの担当編集。独り言が癖で太郎曰く「最悪の癖」。
よくガタローに「気配を消せ」と怒られる。中学校時代に見た「モヒカン親父とカニ缶息子」の映画を観てからのガタローのファン。
中々、ガタローが原稿の期限を守らないため、よく家に訪れる。その中でよく食事をとり「何故、お前も食べているんだ」といわれる。さくらが漬けた梅干しが大好き。
さくらのことを気にしているが、第1話の未公開シーン復活版ではガタローに「Out of 眼中」と言われた。
第4話では連載の打ち切りが決定したことをガタローに電話で告げ、撤回を求めるガタローに、原稿の締切に間に合わない回数が重なり執筆作業が疎かになったことが打ち切りの理由だと話す。
第6話にて、ガタローから娘のさくらと同じ大学に学生として通っていることを打ち明けられ、初めは「新しい小説のネタ（フィクション）」と思い込んでいたが、打ち合わせのために小比賀家を訪ねた際に、ガタロー親子や様々な事情で小比賀家に同居していた畠山たちから、ガタローが大学に通っていること等がフィクションではなく実話だと知る。その後、ガタローたちから聞いた話を小説として出版できるかを上司に相談し、OKサインが出たことをガタローに伝えた。
前田のおばちゃん
演 - 濱田めぐみ
ガタロー親子のことを気にかけている隣のおばちゃん。ガタローを太郎ちゃんと呼び、ガタローにはおばちゃんと呼ばれている。
母親がいないさくらの良い相談相手。
第2話では、ガタローに「はやがてら、早飲み込み」というところが良くないと言われた。
第5話では、小比賀家から出てきた畠山に心を奪われたが、さくらの彼氏だと知って驚愕した。
大村（おおむら）教授
演 - 野間口徹
立青大学の教授。自身の講義に遅れて入室する場合は後ろの扉から入るように言っているが、その理由は空いている席が見渡せるからという合理的なものである。
第1話の未公開シーン復活版では、ガタローとガタローの大学に行けない日にさくらを見守るという父親同盟を結んだ。
第3話ではミス立青コンテストの審査員を行った。
小比賀幸子（おびか さちこ）〈享年27〉
演 - 新垣結衣
さくらが7歳の時に亡くなっている。ガタロー曰く、女神様。
香川県出身。幼いさくらに梅干しの漬け方を教えた。さくらが天文同好会に見学にいった理由が『「昔、パパがママは星になった」と言ってたから、なんとなくママの星がないかな? と思っていった。』とガタローに話したら、ガタローは「ママは台所の梅干しになった」と言っていた。
自身の成人式の直前の時期にさくらを妊娠中でお腹が大きかったため、振袖を着ることを断念したが、ガタローとお腹の子（さくら）と暮らしていければそれで十分と話していた。

### ゲスト
第1話
高橋
演 - 佐伯大地
インカレパーティの企画者。

第3話
森田
演 - 千葉一磨
ミス立青コンテストの審査員。
女子大生
演 - 大和田南那
ミス立青コンテスト出場者。
第4話
藤本
演 - 一ノ瀬ワタル
美咲の高校時代の彼氏。
女子大生
演 - 浅川梨奈
寛子が井沢と破局した後に付き合った男の二股相手。
堀川
演 - 田本清嵐（第5話）
まぐろやネゴロTVの制作アシスタント。根来の家でまぐろやネゴロTVの制作アシスタントをしていたが、第5話中盤で根来のYouTubeの収入である300万円を横領し、最終的にまぐろやネゴロTVの制作アシスタントを解雇された。
最終話
小比賀多恵
演 - 高畑淳子
ガタローの母で、さくらの祖母

### 特別ゲスト
『今日から俺は!!』からのゲスト出演者。◆印は同作においてのレギュラー出演者。
第1話
深井
演 - 平埜生成 ◆（第2話・第3話）
立青大学4年生。落語研究会の会長で、ミス立青コンテストの実行委員長も務めている。落語研究会廃部の危機を救ってくれたガタローには恩義を感じている。おニャン子クラブにも詳しく、本人曰く「ただのアイドルオタク」。
山本五郎
演 - 佐藤二朗 ◆
寛子の父。
テニスサークルの先輩
演 - 磯村勇斗 ◆
サークル見学の時にさくらの手に触れて教えていたらガタローに睨まれた。
第2話
天文同好会の先輩
演 - 鈴木伸之 ◆
サークル見学の時にさくらと手を繋ごうとしたが、ガタローの手を繋いだ。
霊媒師
演 - じろう ◆（シソンヌ）
畠山の部屋を除霊した。いかにも胡散臭いが、畠山によるとその腕は確かなもよう。
医師
演 - 長谷川忍 ◆（シソンヌ）
熱中症で倒れた畠山を治療した。
第3話
ミス立青コンテスト司会者
演 - 矢本悠馬 ◆
さくらがグランプリに選ばれなかったことでガタローから猛抗議を受けるという災難に遭ったが、さくらに特別賞を与えるという機転を利かせ、ガタローを落ち着かせた。
井沢
演 - 仲野太賀 ◆
寛子が天文学部の先輩と別れた後にできた新しい彼氏。寛子には「コーちゃん」と呼称されている。
ダンスサークルの先輩
演 - 清野菜名 ◆
寛子が入部したダンスサークルの先輩。見学に来ていたさくらとガタローに、入部するかどうか尋ねた。
伊藤美奈子
演 - 古泉千里
ミス立青コンテストのグランプリに選ばれた。ミス立青コンテストの出場番号は2番である。
第4話
店長
演 - 坂田聡
太郎とさくらと美咲がバイトするカフェの店長。
第5話
キャスター
演 - 賀来賢人 ◆
今日からワイド司会者。
コメンテーター
演 - 伊藤健太郎 ◆
今日からワイドコメンテーター。
第6話
店員
演 - 若月佑美 ◆
ガタロー・さくら親子が訪れた、呉服店の店員。

## まぐろやネゴロTV
2020年7月14日にチャンネルが開設されている。
ドラマ放送の流れと同時に動画が公開されている。しかし、第2話の「ファッション世界一周ショー」は劇中の設定では20人しかチャンネル登録者数がいない設定だったが、現実では32万人を超え、放送後からも順調に増えていた（2020年9月14日0時現在）。ただし、放送終了後は徐々に登録者数は減っている。
YouTube動画内でも演者はドラマ設定のままである。

## スタッフ
- 脚本統括・総監督 - 福田雄一[1][2][3]
- 監督 - ムロツヨシ[9]（第6話）
- 脚本 - 穴吹一朗
- 音楽 - 瀬川英史
- 主題歌 - ゆず「公私混同｣ (セーニャ・アンド・カンパニー)[18]
- 撮影協力 - 明星大学
- スタントコーディネーター - スタントチームGocoo（田渕景也、難波一宏）[19]
- 落語指導 - 春風亭昇也
- チーフ・プロデューサー - 池田健司
- 企画・プロデューサー - 高明希
- プロデューサー - 鈴木大造（グレデウス）、白石香織（AX-ON）
- 制作協力 - AX-ON
- 製作著作 - 日本テレビ

## 放送日程
| 話数                                                                        | 放送日  | サブタイトル                                              | 監督       | 視聴率 |
| --------------------------------------------------------------------------- | ------- | --------------------------------------------------------- | ---------- | ------ |
| 第1話                                                                       | 8月02日 | 娘と同じ大学に入学しちゃった!? おじさん青春謳歌           | 福田雄一   | 10.3％ |
| 第2話                                                                       | 8月09日 | 娘の恋心に親としてどう向き合うべき?                       | 福田雄一   | 08.5%  |
| 第3話                                                                       | 8月16日 | ミスコンでユーチューバーが娘に告白!? 波乱の大どんでん返し | 福田雄一   | 08.1%  |
| 第4話                                                                       | 8月23日 | 親子バイトデビュー 激変する人間関係?                      | 福田雄一   | 08.7%  |
| 第5話                                                                       | 8月30日 | 娘のデートに親同伴 転落ユーチューバーを救えるか           | 福田雄一   | 08.3%  |
| 第6話                                                                       | 9月06日 | 波瀾のシェアハウス 人の恋路を邪魔するのは誰だ?            | ムロツヨシ | 08.2%  |
| 最終話                                                                      | 9月13日 | 最終回で娘が豹変!! シェアハウスバトルの決着は?            | 福田雄一   | 09.5%  |
| 平均視聴率 8.8%（視聴率はビデオリサーチ調べ、関東地区・世帯・リアルタイム） |         |                                                           |            |        |